# Vinetastraße (metrostation)
Vinetastraße is een station van de metro van Berlijn, gelegen onder de Berliner Straße in het noordelijke stadsdeel Pankow, nabij de kruising met de Vinetastraße. Het metrostation werd geopend op 29 juni 1930 onder de naam Pankow (Vinetastraße) en was op dat moment het eindpunt van lijn A. Tegenwoordig is station Vinetastraße onderdeel van lijn U2 en bevindt het eindpunt zich één station noordelijker.
Station Vinetastraße heeft een eilandperron met twee rijen stalen steunpilaren en is in tegenstelling tot de oudere stations op de U2 voorzien van een tussenverdieping. In totaal zes uitgangen leiden van hier naar de bovenliggende straten. De wanden droegen oorspronkelijk een gele betegeling, maar kregen bij een renovatie in 1987 een nieuwe bekleding. Sindsdien wordt het beeld van het station bepaald door zowel verticaal als diagonaal geplaatste beige (en enkele zwarte) tegels in een onregelmatig patroon. De rode stationsnaamborden doen mee met de onregelmatigheid en hangen daardoor op enkele plaatsen verticaal. Na de modernisering van het metrostation werd een bronzen beeldhouwwerk van kunstenaar Rolf Biebl op het perron geplaatst. Deze Vinetamann beeldt een wandelende man uit.

 
In 1993 kreeg station Vinetastraße zijn huidige naam. Zeven jaar later kreeg Berlijn opnieuw een metrostation Pankow, het huidige eindpunt van de U2. Een dergelijk station was reeds bij de opening van station Pankow (Vinetastraße) in 1930 voorzien, maar werd vanwege de economische crisis niet gerealiseerd. De plannen bleven decennialang bestaan, maar de eerste concrete werkzaamheden vonden pas aan het eind van de jaren 1980 plaats. De DDR-autoriteiten wilden nabij S-Bahnstation Pankow een nieuwe metrowerkplaats bouwen en groeven een korte tunnel ten noorden van station Vinetastraße. Nadat dit project stil was komen te staan, begon men in 1997 opnieuw met de aanleg van de ontbrekende schakel tussen metro en S-Bahn, die op 16 september 2000 gereedkwam.